# Bujant
Bujant (mongoliska: Буянт Сум, Буянт, Buyant Sum) är ett distrikt i Mongoliet.   Det ligger i provinsen Chovd, i den västra delen av landet, 1 100 km väster om huvudstaden Ulaanbaatar.